# 川素馨
川素馨（学名：Jasminum urophyllum）为木犀科素馨属的植物。分布于台灣本島以及广西、湖南、湖北、云南、四川、贵州等地，生长于海拔900米至2,200米的地区，多生长于山谷以及林中，目前尚未由人工引种栽培。

## 别名
台湾素馨（植物分类学报） 川西素馨（云南植物志）

## 异名
- Jasminum brevidentatum Chia
- Jasminum brevidentatum Chia var. ferrugineum Chia
- Jasminum cathayense Chun ex Chia